# Pârteștii de Jos
Pârteștii de Jos est une commune du județ de Suceava en Roumanie.